# 인간동물학
인간동물학(人間動物學, 영어: anthrozoology, human–non-human-animal studies, HAS)은 민족생물학의 한 분야로 흔히 분류되는 학문으로, 인간 사회 속에서 인간과 동물의 관계, 동물 간의 상호작용을 다루는 학문이다. 인간동물학은 인류학, 민족학, 의학, 심리학, 수의학 및 동물학 등을 포괄하는 다학제적인 연구분야이다. 인간동물학 연구의 주요 초점은 인간-동물 관계를 분석하고 이 관계의 긍정적인 효과를 정량화하며, 동물에 대한 인간의 영향, 인간에 대한 동물의 영향에 대해 분석하는 것이다. 이러한 분석은 인류학, 사회학, 생물학, 역사학, 철학 등의 다양한 분야의 연구를 포함한다.
폴린 베넷과 같은 인류학자들은 과거에 동물(인간이 아닌)에 대한 관심이 거의 없었음을 지적하며, 인간과 동물 사이의 관계, 특히 동물을 표현하는 방식과 상징, 이야기, 인간 사회 속에서 실제로 등장하는 동물의 존재 등에 대해 주목하였다. 이 분야는 통일되고 획일적인 접근 방식이 아니라, 다양한 분야의 방법론을 채택하여 인간과 비인간 동물 사이의 관계를 분석하고, 동시에 인간동물학 고유의 "독자적인"(sui generis) 방법론을 개발하려는 노력을 하고 있다.

## 같이 보기
- 동물권
- 동물행동학
- 동물인류학
- 민족동물학
- 애견학
- 인간의 유대
- 교차 페미니즘
- 채식주의